# Pappophorum bicolor
Pappophorum bicolor es una especie de planta herbácea perteneciente a la familia de las poáceas. 

## Distribución
La planta es endémica de América del Norte, donde se encuentra en el noreste de México y en Texas (Estados Unidos). Se encuentra en las Grandes Llanuras, otras praderas, prados, pastizales, sabanas de roble , y a lo largo de las carreteras.

## Descripción
Es una planta perenne que alcanza un tamaño de hasta 1 m de altura. Las hojas miden hasta 20 o 30 centímetros de largo. La estrecha panoja es algo de color rosa a púrpura. Florece de abril a noviembre.

## Usos
Pappophorum bicolor se utiliza para la revegetación de tierras de pastoreo, sembrando a lo largo de las carreteras, y para restauración del hábitat nativo. Es bueno para la vida silvestre, y proporciona un forraje para el ganado.

## Cultivo
Pappophorum bicolor se cultiva como una hierba ornamental , para su uso en el jardín tradicional de plantas nativas y los jardines silvestres.

## Ecología
La hierba puede ser atacado por la chinche del arroz ( Oebalus pugnax ).

## Taxonomía
Pappophorum bicolor fue descrita por Eugène Pierre Nicolas Fournier y publicado en Mexicanas Plantas 2: 133. 1886.